# Hunga Tonga–Hunga Haʻapai
Hunga Tonga–Hunga Haʻapai je podmorski vulkan v južnem Pacifiku, približno  65 km severno od Tongatapuja, glavnega otoka Tonge in 30 km južno od podmorskega vulkana Fonuafoʻou. 
Vulkan je del zelo aktivnega območja subdukcije Kermdec-Tonga in njenega pripadajočega vulkanskega loka, ki se razteza od Nove Zelandije sever-severovzhodno do Fidžija in je nastala s subdukcijo – podrivanjem – Pacifične plošče pod Indo-avstralsko ploščo. Leži približno 100 km nad zelo aktivno potresno cono.
Vulkan se dviga približno 2000 m od morskega dna in ima kaldero, ki je bila na predvečer izbruha leta 2022 približno 150 m pod morsko gladino in imela 4 km v najširšem obsegu. Edini večji nadvodni del vulkana sta bila dvojček nenaseljenih otokov Hunga Tonga in Hunga Ha'apai, ki sta tvorila del severnega in zahodnega roba kaldere. Zaradi zgodovine izbruhov vulkana sta otoka obstajala kot ena kopenska masa od leta 2015 do 2022: v eksplozivnem vulkanskem izbruhu jakosti (VEI) 2 ju je v letih 2014–2015 združil vulkanski stožec in ju ponovno ločil bolj eksploziven izbruh leta 2022, ki je verjetno dosegel VEI-5, kar je zmanjšalo tudi otoka.
Eksplozivni izbruh Hunga Tonga–Hunga Ha'apai januarja 2022 je povzročil cunami, ki je dosegel obalo Japonske in pacifiško obalo obeh Amerik, ter vulkanski oblak, ki je segel 30 km v stratosfero. Preliminarni podatki kažejo, da je bil dogodek verjetno največji vulkanski izbruh na svetu od izbruha gore Pinatubo leta 1991. Hunga Tonga–Hunga Ha'apai je verjetno imel prejšnji večji eksplozivni izbruh v poznem 11. ali zgodnjem 12. stoletju (morda leta 1108). Manjši znani izbruhi so se zgodili v letih 1912, 1937, 1988, 2009 in 2014–15.

## Vulkan in kaldera
Hunga Tonga–Hunga Ha'apai je podmorski vulkan v grebenu Kermadec-Tonga v južnem Pacifiku, grebenu, ki ga tvori konvergentna meja, kjer se pacifiška plošča podriva pod indo-avstralsko ploščo, ki tvori dolgo vulkansko in otoško verigo. Vulkan Hunga Tonga–Hunga Ha'apai leži skoraj popolnoma pod vodo, z izjemo dveh majhnih vulkanskih otokov, Hunga Tonga in Hunga Haʻapai. Sta ostanka severnega in zahodnega roba vulkanske kaldere. Podnožje vulkana na morskem dnu ima približno 20 km v premeru, se dviga približno 2000 m proti morski gladini. Pred izbruhom leta 2022 je bila kaldera vulkana približno 150 m pod morsko gladino in je imela velikost 4 × 2 km. Njen severni in južni del so zapolnile vulkanske usedline iz prejšnjih izbruhov. Pred izbruhom leta 2015 sta bila oba subaerial otoka približno 1,6 km  narazen, in je bil vsak dolg približno 2 km. Oba sta sestavljena večinoma iz andezita in plasti tefre s strmimi skalnatimi pečinami. Ta andezit je po navadi bazaltnega tipa.
Vzorci z otokov kažejo na dolgo zgodovino erupcij. En piroklastičen tok je bil datiran v 1040–1180 n. št., kar je povezano z usedlinami pepela, najdenimi na Tongatapuju in z neznanim tropskim izbruhom leta 1108, ki je povzročil 1 °C globalnega ohladitve. Domneva se, da je kaldera nastala s tem izbruhom. Leta 1912 in 1937 so poročali o podmorskih izbruhih v skalnati plitvini – približno 3,2 km jugovzhodno od Hunga Haʻapai in 3 km južno od Hunga Tonga; Oba izbruha sta imela indeks vulkanske eksplozivnosti (VEI) 2. Še en izbruh v Hungi se je zgodil iz razpoke 1 km jugo-jugovzhodno od otoka Hunga Haʻapai leta 1988; ta izbruh je imel VEI 0. Izbruh leta 2009 (VEI-2) je nastal iz dveh odprtin, ki sta južno in severozahodno od Hunga Ha'apaija. Tefra, odložena okoli vsakega zračnika, se je povezala z otokom in skoraj potrojila njegovo velikost, vendar so takšne usedline v naslednjih mesecih z erozijo izginile.

## Geografija

### Otoki
Hunga Tonga in Hunga Ha'apai sta edina nadmorska dela vulkana. Hunga Tonga je vzhodni otok, Hunga Ha'apai pa zahodni. Sta del skupine otokov Haʻapai v Tongi, otoškega loka, oblikovanega na konvergentni meji, kjer se Pacifična plošča podriva pod Indo-avstralsko ploščo.
Pred izbruhom 2014–2015, ki jih je povezal v en sam otok, sta bila otoka ločena s približno 1,6 km oceanske vode. Pred izbruhom leta 2022 je najvišja točka nekdanje Hunga Tonga dosegla nadmorsko višino 149 m, medtem ko je bil Hunga Haʻapai le 128 m nad morsko gladino. Nobeden od otokov ni bil velik: preden sta bila povezana leta 2015, je bil vsak otok dolg približno 2 km, pri čemer je bil Hunga Tonga velik približno 390.000 m2, Hunga Haʻapai pa 650.000 m2. Po izbruhu leta 2022 sta veliko manjša. Noben otok ni bil razvit zaradi pomanjkanja sprejemljivega sidrišča, čeprav so bila na vsakem otoku velika nahajališča gvana.
Po izbruhu leta 2015 se je manjši otok Hunga Tonga, približno 1,5 km severovzhodno od Hunga Haʻapaija, pritrdil na krater preko 380 m širokega tombola (peščena ožina) in na južni konec povezave kraterja s Hunga Haʻapai. Sama kaldera je na jugovzhodu hitro erodirala, kar je prvotno omogočilo, da je odprtina, ki je preplavila krater z morsko vodo, tvorila zaliv. Ta zaliv se je kasneje od odprtega oceana ločil s plitkim peščenim nasipom, ki je tvoril laguno. Sprva so verjeli, da bo celoten otok hitro erodiran, vendar so znanstveniki do leta 2017 verjeli, da bi lahko proces trajal desetletja.
Otoka sta v tonganski mitologiji ena redkih otokov, ki nista bila prelovljena in zato vržena z neba kot kopno na zemlji. Tonganci so ju imenovali otoka, ki "skačeta sem ter tja" (tj. trpita potrese). Prva Evropejca, ki sta videla otoke, sta bila nizozemska raziskovalca Willem Schouten in Jacob Le Maire leta 1616. Britanski raziskovalec kapitan James Cook jih je večkrat obiskal leta 1777 in izvedel za njihova tonganska imena.

## Zgodovina

### Izbruh 2009
16. marca 2009 je podmorski izbruh v bližini Hunga Tonga–Hunga Haʻapai začel bruhati paro, dim, plovec in pepel na tisoče metrov v nebo. Do 21. marca je glavni geolog Tonge Kelepi Mafi poročal o lavi in pepelu, ki izhajata iz dveh odprtin – ene na nenaseljenem otoku Hunga Haʻapai in drugem približno 100 m od obale. Izbruh je zapolnil vrzel med dvema odprtinama in ustvaril novo površino kopnega, ki je merila na stotine kvadratnih metrov.  Izbruh je opustošil Hunga Haʻapai, ki ga je prekril s črnim pepelom in odstranil vegetacijo in favno.
Vulkanski izbruh je pritegnil pozornost po vsem svetu. Vulkan je bil leta 2009 predstavljen v segmentu televizijskega programa Angry Planet. 

### Izbruh 2014–2015
V novembru–decembru 2014 so se severno od Tonge več tednov dogajali vulkanski oblaki in vrsta potresov, kar kaže na nadaljevanje vulkanske dejavnosti na tem območju.
Nov izbruh se je v Hunga Tonga–Hunga Haʻapai začel 19. decembra 2014. Lokalni ribiči so poročali o visokem belem oblaku pare, ki se dviga iz oceana nad podvodno vulkansko goro. Satelitske slike, posnete 29. decembra, so pokazale, da se izbruh nadaljuje, pri čemer se z mesta dviguje dim in pepel in razbarvana morska voda (morda posledica dima in pepela, ki sta se sprostila pod površjem ali zaradi motenj morskega dna). Izbruh se je nadaljeval v letu 2015, ko se je 6. januarja 2015 visok oblak pepela dvignil 3 km v nebo.
Izbruh je dosegel novo stopnjo 11. januarja 2015, ko je vulkan začel pošiljati oblake pepela do 9 km v nebo. Let Air New Zealanda 12. januarja je bilo treba preusmeriti na Samoo, medtem ko so bili številni drugi leti med Novo Zelandijo in Tongo odpovedani. Pepel je 13. januarja dosegel 4,5 km. Uradniki so odkrili dve odprtini, eno na Hunga Haʻapai in drugo približno 100 m od obale in pod vodo. Velike skale in moker, gost pepel sta izmetavali do 400 m v zrak. Do 16. januarja je zaradi eksplozije nastal nov otok. Tonganski uradniki so ocenili, da je novi otok širok 1 km, dolg 2 km in visok 100 m, čeprav so geologi rekli, da bo novi otok verjetno obstajal le nekaj mesecev, dokler ga oceanski valovi ne bodo erodirali. Pepel in kisli dež sta padala na območju približno 10 km od novega otoka, Hunga Tonga in Hunga Haʻapai pa sta bila brez vegetacije.
Kljub izbruhu vulkana, ki je bruhal oblak pare 1 km v zrak, so se mednarodni leti v Tongo nadaljevali 16. januarja, saj so strokovnjaki za vulkane in letalstvo ocenili, da izbruh ni več grožnja letalskim prevoznikom.
Geologi iz Tonge in Nove Zelandije, ki so vulkan obiskali 19. januarja, so povedali, da se je izbruh v zadnjih 24 urah umiril. Ugotovili so, da je skoraj ves izbruh zdaj prihajal iz odprtine na novem otoku, pri čemer so se oblaki pare dvigali do višine od 7 do 10 km, pepel in kamenje pa se je izmetaval na višino približno 200 do 300 m. Emisija pepela je bila omejena, saj so kamnine magme, ki so udarile v ocean, povzročile nekaj eksplozij pare. Ekipa ni našla plavajočih vulkanskih ostankov, kot so splavi s plovcem, in vonj vulkanskih plinov je bil občasen. Tonganski uradniki so okoli otoka vzpostavili območje s premerom 20 km, da bi zaščitili obiskovalce pred kamenjem, pepelom in kislim dežjem.
Tonganski uradniki so 26. januarja razglasili, da je izbruha konec, potem ko niso opazili nobenega novega plina, pepela ali kamnin, ki bi izhajali iz otoške odprtine. Do takrat je bil otok širok 1 do 2 km, dolg 2 km in visok 120 m. Novi otok se je združil s Hunga Haʻapai in je bil približno 200 m stran od združitve s Hunga Tongo. Domačini, ki so obiskali otok, so povedali, da tam gnezdijo morske ptice.
Junija 2015 je podjetnik Ian Argus Stuart postal prva oseba, ki je ostal čez noč na tej novi otoški formaciji. Stuart je preživel 11 noči na otoku in ni jedel drugega kot galebja jajca in lignje. G. Stuart se je odpravil na Hunga Tongo s pomočjo španskega raziskovalca Alvara Cereza, ki nudi doživetja na odročnih puščavskih otokih po vsem planetu.

### Znanstvene študije po letu 2015
Vulkanski pepel, ki tvori večji del Hunga Tonga–Hunga Haʻapai, je reagiral s toplo oceansko vodo okoli sebe. Ta kemična reakcija je pepel spremenila v mnogo tršo kamnino in vulkanologi so verjeli, da bo otok zdržal več desetletij in ne bo erodiran. Zaradi tega je Hunga Tonga–Hunga Haʻapai šele tretji vulkanski otok v zadnjih 150 letih, ki je preživel več kot nekaj mesecev.
Znanstveniki v Goddardovem centru za vesoljske polete (NASA) so preučevali Hunga Tonga–Hunga Haʻapai in ju uporabljali kot model za vulkanske oblike na Marsu. V članku, objavljenem konec leta 2017, so znanstveniki ugotovili, da je Hunga Tonga–Hunga Haʻapai erodirala na načine, ki so izjemno podobni vzorcem erozije, ki jih vidimo na podobnih oblikah tal na Marsu. Znanstveniki so ugotovili, da to nakazuje, da je Mars nekoč za kratek čas preplavila voda, vendar se je voda dokaj hitro umaknila. Po njihovem mnenju je potrebna nadaljnja študija podobnosti med Hunga Tonga–Hunga Haʻapai in marsovskimi vulkanskimi oblikami.
Oktobra 2018 so znanstveniki obiskali otok in odkrili, da je njegova površina prekrita s prodom, lepljivim blatom in vegetacijo. Otok je bil naseljen tudi z različnimi vrstami ptic. Ugotovili so tudi, da se zdi, da otok zaradi padavin erodira hitreje, kot se je prej mislilo.

### Izbruh december 2021–januar 2022
20. decembra 2021 je vulkan ponovno izbruhnil, kar je povzročilo velik oblak, ki je bil viden iz Nukuʻalofe. Svetovalni center za vulkanski pepel v Wellingtonu je izdal obvestilo letalskim prevoznikom. Eksplozije je bilo slišati do 170 kilometrov stran. Začetni izbruh se je nadaljeval do 21. decembra do 2. ure zjutraj. Dejavnost se je nadaljevala in 25. decembra so satelitski posnetki pokazali, da se je otok povečal.
Ker se je aktivnost na vulkanu zmanjšala, je bil 11. januarja razglašen za mirujočega, nato pa se je 14. januarja znova začela aktivnost z 20 km dolgim oblakom pepela. Vlada je nato izdala opozorilo pred cunamijem. Naslednji dan je vulkan ponovno silovito izbruhnil, približno sedemkrat močnejše od izbruha 20. decembra 2021. Na Tongi in drugih državah, kot so Fidži, pa tudi Nova Zelandija in Avstralija, so bila številna poročila o močnih udarih. Na Aljaski so sedem ur po izbruhu slišali bum. Izbruh je sprožil ogromen atmosferski udarni val, ki je potoval s hitrostjo približno 300 m na sekundo. V bližini izbruha je eksplozija poškodovala premoženje, vključno z razbitimi okni. Meteorološke službe Tonge je nekaj po 17.30 izdala opozorilo pred cunamijem in voda je poplavila obalna območja v Tongi. 1,2 m visok cunami so zabeležili v Nukuʻalofi v Tongi in 0,61 m v Ameriški Samoi.
Dve osebi sta umrli v Peruju, dva ribiča pa sta bila ranjena v San Gregoriu v Kaliforniji. V Tongi so bili potrjeni štirje smrtni primeri, vključno z Britanko, ki je izginila ob udaru cunamija. Njeno truplo so našli kasneje.
16. januarja so poročali, da radarske raziskave pred izbruhom in po njem kažejo, da je bila večina otoka uničena, celi so ostali le majhni deli.